# Sciara fuscolimbata
Sciara fuscolimbata är en tvåvingeart som först beskrevs av Günther Enderlein 1911.  Sciara fuscolimbata ingår i släktet Sciara och familjen sorgmyggor. Inga underarter finns listade i Catalogue of Life.